# La Cuchilla (Tabasco)
La Cuchilla es una colonia agrícola del municipio de Balancán ubicado en la subregión de los Ríos del estado mexicano de Tabasco.

## Geografía
La localidad se ubica a 30.5 kilómetros (en dirección este) de la localidad de Balancán de Domínguez, la cabecera y lugar más poblado del municipio. Se sitúa en las coordenadas geográficas 17°49′03″N 91°14′56″O / 17.817500, -91.248889, a una elevación de 36 metros sobre el nivel del mar.

## Demografía
Según el Conteo de Población y Vivienda 2020, efectuado por el Instituto Nacional de Estadística y Geografía, la localidad de La Cuchilla tiene 322 habitantes, de los cuales 165 son del sexo masculino y 157 del sexo femenino. Su tasa de fecundidad es de 2.37 hijos por mujer y tiene 104 viviendas particulares habitadas.
| Gráfica de evolución demográfica de La Cuchilla entre 1960 y 2020 |
|                                                                   |
| INEGI.                                                            |